# Phobie spécifique
 Mise en garde médicale
Une phobie spécifique est un terme générique désignant un trouble anxieux caractérisé par une peur irrationnelle face à des situations ou objets spécifiques. Par conséquent, les individus affectés tentent activement d'éviter un contact direct avec les objets ou les situations et, dans de sévères cas, toute mention ou description.
La peur ou l'anxiété peuvent survenir par la présence de l'objet ou de la situation en question. Un individu peut exprimer une peur ou de l'inconfort lors de cette présence. Dans certains cas, elle peut causer une peur panique. Dans la plupart des cas, chez les adultes, les individus sont conscients de leurs types de phobie ; mais encore, l'anxiété et l'évitement sont difficiles à contrôler et peuvent significativement modifier l'état de santé mentale voire physique de cet individu.

## Épidémiologie
Les phobies spécifiques ont une prévalence de 4,4 % (aux États-Unis). L'âge durant lequel se développe ce type de trouble varie entre l'enfance et l'adolescence. Les femmes sont deux fois plus exposées que les hommes.

## Catégories de phobies spécifiques
Aussi appelées phobies simples car n'impliquant pas de comorbidités, les phobies spécifiques peuvent être classifiées en quatre sous-catégories d'après la quatrième révision du Manuel diagnostique et statistique des troubles mentaux :
- Animal, comme les serpents (ophiophobie).
- Environnement naturel, comme les hauteurs (acrophobie).
- Sang/injection/accident, comme la vue du sang (hématophobie).
- Situationnel, comme les espaces confinés (claustrophobie).